# ميخائيل راي غارفين (لاعب كرة قدم أمريكية)
ميخائيل راي غارفين (بالإنجليزية: Michael Ray Garvin)‏ هو لاعب كرة قدم أمريكية أمريكي، ولد في 29 سبتمبر 1986 في العليا ساددلي ريفر في الولايات المتحدة.

## وصلات خارجية
- ميخائيل راي غارفين على موقع الاتحاد الدولي لألعاب القوى (الإنجليزية)